# Орлова (притока Вовчої)
Орлова (рос. Р. Орлова; Орлова) — річка (стариця) в Україні у Великоновосілківському районі Донецької області. Права притока річки Вовчої (басейн Дніпра).

## Опис
Довжина річки приблизно 8,02 км, найкоротша відстань між витоком і гирлом — 5,40  км, коефіцієнт звивистості річки — 1,49 . Формується декількома безіменними струмками.

## Розташування
Витікає з річки Вовчої. Тече переважно на північний захід через село Андріївку і на північно-східній околиці села Костянтинопіль впадає у річку Вовчу, ліву притоку Самари.

## Цікаві факти
- У XX столітті на річці існували водокачки, газгольдери та газові свердловини[2].